# Valujki
Valujki česky též Valujky (rusky Валуйки) jsou město v Bělgorodské oblasti v Ruské federaci. Při sčítání lidu v roce 2010 měly přes pětatřicet tisíc obyvatel.

## Poloha a doprava
Valujki nedaleko ústí Valuje do Oskolu, přítoku Severního Doňce v povodí Donu. Od Bělgorodu, správního střediska oblasti, jsou vzdáleny přibližně 150 kilometrů jihovýchodně.
Valujki jsou železničním uzlem, v němž se kříží trať z Charkova přes Balašov do Penzy s tratí z Moskvy přes Jelec do Doněcké pánve.

## Dějiny
Valujki byly založeny koncem šestnáctého století jako pevnost na tehdejší jižní hranici ruské říše (mj. na obranu Muravské cesty) a pojmenovány podle řeky, která se zde vlévá do Oskolu.
Od roku 1797 jsou Valujki městem.
Za druhé světové války byly Valujki 6. července 1942 obsazeny německou armádou a zpět je dobyly 19. ledna 1943 jednotky Voroněžského frontu Rudé armády v rámci Ostrogožsko-rossošské operace.

### Rodáci
- Sergej Protopopov (1895–1976), slovenský fotograf
- Alexandr Sergejevič Moskaljov (1904–1982), letecký konstruktér
- Alexandr Alexandrovič Kokorin (* 1991), fotbalista